# Schweizer Parlamentswahlen 2007
- PdA/Sol: 1
- Grüne: 20
- SP: 43
- CSP: 1
- EVP: 2
- GLP: 3
- CVP: 31
- FDP: 31
- LPS: 4
- EDU: 1
- SVP: 62
- Lega: 1

- Grüne: 2
- SP: 9
- GLP: 1
- CVP: 15
- FDP: 12
- SVP: 7

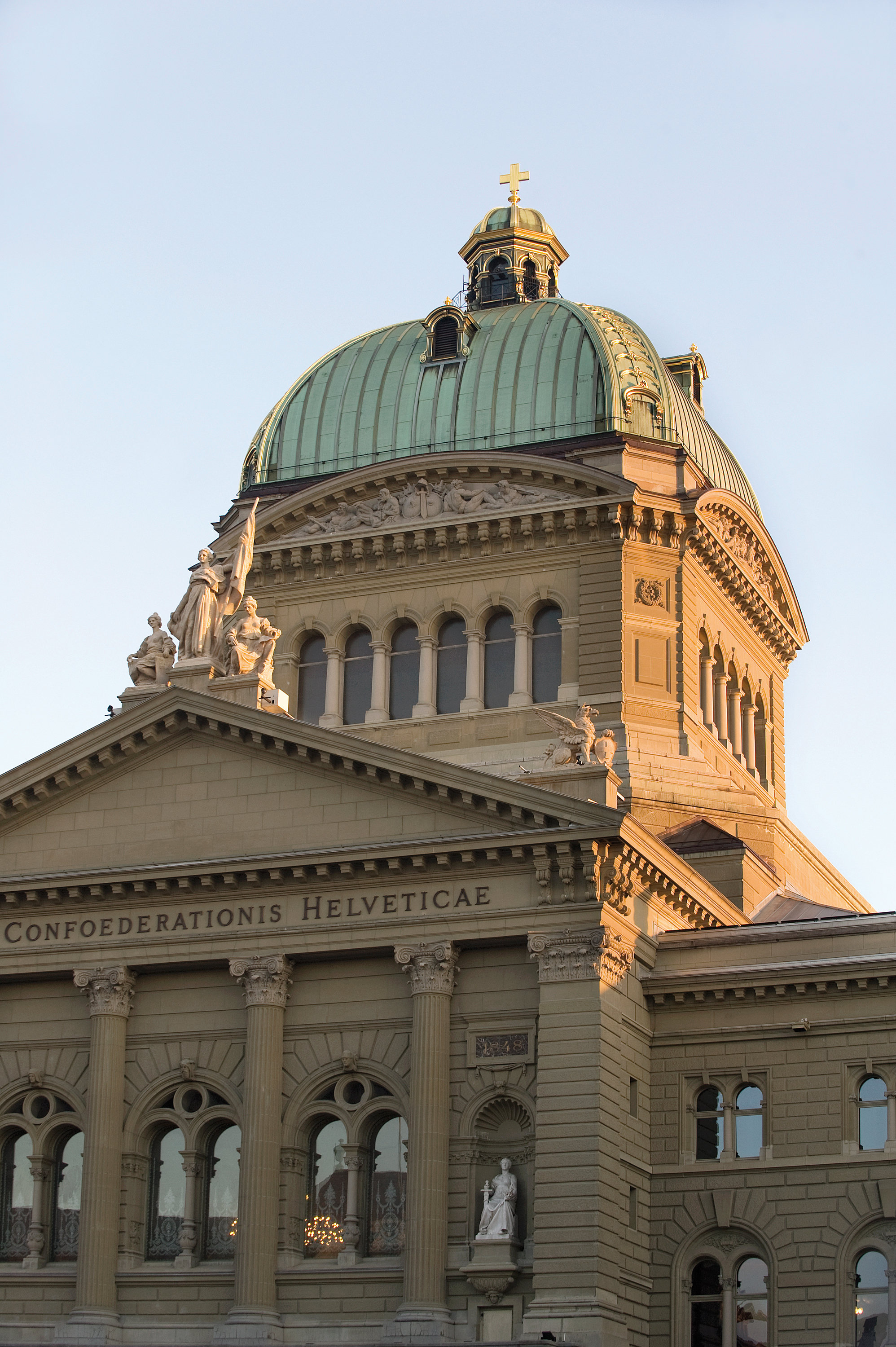
Nordfassade des Bundeshauses

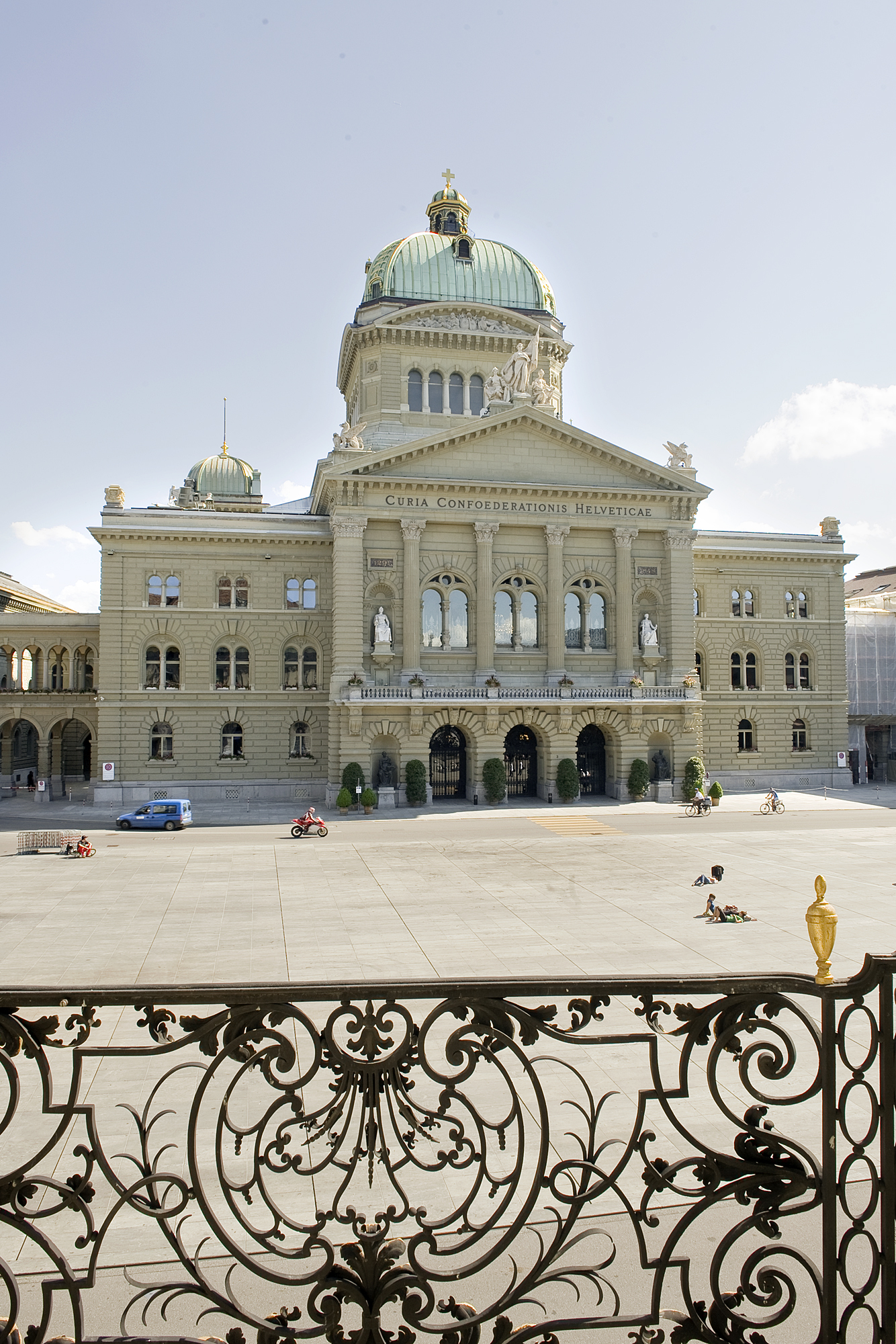
Bundesplatz mit dem Bundeshaus

Die Schweizer Parlamentswahlen 2007 wurden überwiegend am 21. Oktober 2007 abgehalten. Dabei waren die 200 Mandate des Nationalrats sowie 43 der 46 Mandate im Ständerat neu zu vergeben. Diese 48. Legislaturperiode dauerte 4 Jahre bis Oktober 2011.
Im Nationalrat konnten die SVP (+7 Sitze), die Grünen (+6), die CVP (+3) sowie die erstmals antretenden Grünliberalen (3) zulegen. Verloren haben die SP (−9) und die FDP (−5). Die SD mussten ihr letztes Nationalratsmandat abgeben.
Im Ständerat gab es eine Verschiebung nach links: SVP (−1) und FDP (−2) verloren auf Kosten der neu im Ständerat vertretenen Grünen (2) und Grünliberalen (1).
Am 12. Dezember 2007 haben die beiden Kammern des neuen Parlaments in einer gemeinsamen Sitzung als Vereinigte Bundesversammlung die neue Schweizer Regierung, den Bundesrat, gewählt.

## Wahlmodus

### Nationalrat
Die Nationalräte werden seit 1919 nach dem Proporzwahlsystem gewählt, d. h. die Sitze werden nach dem Wähleranteil der Parteilisten in den einzelnen Kantonen verteilt und erst innerhalb der Liste gemäss den Personenstimmen. Die Anzahl Sitze pro Kanton werden anhand der Einwohnerzahl bestimmt.
Ausführlicher hierzu: Nationalrat (Schweiz) – Wahlverfahren

### Ständerat
Jeder Kanton wählt seit 1848 zwei Vertreter für den Ständerat (Halbkantone: einen Vertreter). Die Ständeratswahlen richten sich nach kantonalem Recht. Ausser dem Kanton Jura wenden alle Kantone das Majorzwahlrecht an. Mit Ausnahme der Kantone Appenzell Innerrhoden und Zug wurde in allen Kantonen auch die Ständevertretung am 21. Oktober gewählt. Zug hatte seine beiden Ständeräte bereits am 29. Oktober 2006 bestimmt, Appenzell Innerrhoden wählte seinen (einzigen) Ständerat, Ivo Bischofberger (CVP), am 29. April 2007 an der Landsgemeinde. Im Kanton Graubünden fanden die Ständeratswahlen zum ersten Mal gleichzeitig mit den Nationalratswahlen statt.
Ausführlicher hierzu: Ständerat – Wahlverfahren

## Ausgangslage
Bei den Nationalratswahlen 2003 erzielten die Parteien folgende Ergebnisse:
| Partei:            | SVP   | SP    | FDP   | CVP   | Grüne | LPS  | EVP  | EDU  | PdA  | SD   | Lega | CSP  | SGA | SolidaritéS |
| Sitze:             | 55    | 52    | 36    | 28    | 13*   | 4    | 3    | 2    | 2    | 1    | 1    | 1    | 1*  | 1           |
| Wähleranteil in %: | 26,73 | 23,33 | 17,30 | 14,38 | 7,62  | 2,18 | 2,28 | 1,26 | 0,90 | 0,92 | 0,35 | 0,36 |     | 0,50        |

* Während der Legislatur wechselte Martin Bäumle zur neu gegründeten Grünliberalen Partei, was für die Grüne Partei einen Sitzverlust zur Folge hatte. Umgekehrt trat Jo Lang von der SGA im Kanton Zug der Grünen-Fraktion bei (als Partei sollten die Zuger Alternativen erst 2009 der GPS beitreten).
Die 46 Sitze im Ständerat waren wie folgt verteilt:
| Partei | Sitze 2003 | Sitzanteil 2003 |
| ------ | ---------- | --------------- |
| CVP    | 15         | 32,6 %          |
| FDP    | 14         | 30,4 %          |
| SP     | 9          | 19,6 %          |
| SVP    | 8          | 17,4 %          |

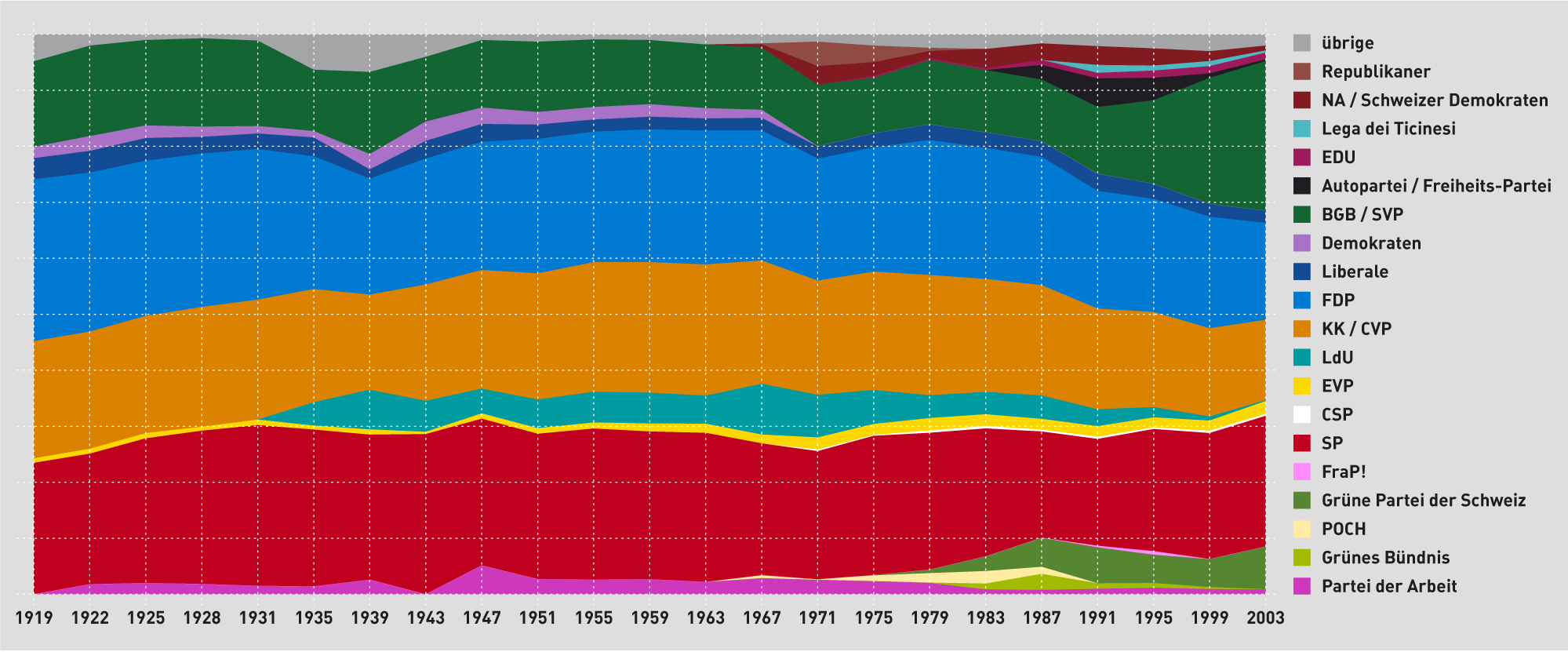
Entwicklung des Wähleranteils bei Nationalratswahlen

Die verstärkte Polarisierung in der Parlamentswahl von 2003 hatte zur Folge, dass die seit 1959 konstante Zusammensetzung des Bundesrates nach der Zauberformel 2 FDP, 2 CVP, 2 SP und 1 SVP geändert wurde: Die CVP verlor einen Sitz an die SVP. Damit büsste sie auch ihre entscheidende Scharnierrolle in der Landesregierung ein. Die Verlagerung des Schwerpunktes im Bundesrat nach Mitte-rechts, verbunden mit der Wahl des SVP-Protagonisten Christoph Blocher in die Landesregierung, brachte eine erhebliche Unruhe in die schweizerische Politik.

### Trends in den vorausgehenden kantonalen Wahlen
Die Wahlen in den Kantonsrat des bevölkerungsreichsten Kantons Zürich am 15. April 2007 brachten der SP einen Einbruch von 26,7 % auf 19,5 % der Wählerstimmen. Gewinner der Wahlen waren die Grünliberale Partei, die bei ihrem ersten Antreten 5,8 % der Wählerstimmen erreichte, und die Grüne Partei, die ihren Wähleranteil von 8,1 % auf 10,4 % steigern konnte. Die SP führte ihr schwaches Abschneiden neben der neuen Konkurrenz auf eine verfehlte Kommunikation und fehlgeschlagene Mobilisierung ihrer Wählerschaft zurück. Untersuchungen der Wahlströme kamen zum Schluss, dass die Grünen mehr als die SP (und FDP) an die Grünliberalen verloren. Die SP musste aber zusätzlich grössere Wechselwählerverluste an die Grünen hinnehmen.
Die Analyse aller kantonalen Wahlen seit den vorangegangenen eidgenössischen Parlamentswahlen ergibt aber keine einheitliche Tendenz. Je nach Kanton gab es weitere Polarisierungen, Links- oder Rechtsrutsche oder eine Stärkung des Zentrums.

### Legislaturbilanzen
An medialer Beliebtheit gewonnen haben im Wahlkampf 2007 Legislaturbilanzen und Rankings der bisherigen Parlamentarier/-innen.
In der 2007 beendeten Legislatur hatte die CVP die höchste Erfolgsquote. In 93 % der Namensabstimmungen war mehr als die Hälfte ihrer Fraktion im Mehrheitslager. Es folgte die FDP mit 87 %, während die SVP auf 70 %, die SP auf 69 % und die Grünen auf 63 % kamen. Unabhängig traten zwischen 2003 und 2007 die Grünen am geschlossensten auf. 89 Prozent ihrer Fraktion stimmten in der Regel gleich; bei der SP waren es 88 %, bei der FDP und der SVP je 77 und bei der CVP 73 %.
Das umfangreichste Ranking der Politiker im Nationalrat ermittelte aufgrund der eingenommenen Positionen und Fremdeinschätzungen der Politiker die Fraktionspräsidenten von FDP und SVP, Felix Gutzwiller und Caspar Baader, als die einflussreichsten Nationalräte. Gefolgt werden sie von Jacqueline Fehr (SP) und Christine Egerszegi-Obrist (FDP) als den einflussreichsten Politikerinnen im Nationalrat. Einflussreichster Ständerat war demnach der St. Galler Eugen David (CVP).
Wie schon 2003 gilt die ehemalige Konsumentenschützerin und heutige Berner SP-Bundesrätin Simonetta Sommaruga in der wahlberechtigten Bevölkerung als die glaubwürdigste Parlamentarierin in der Schweiz.

### Nationalratswahlen

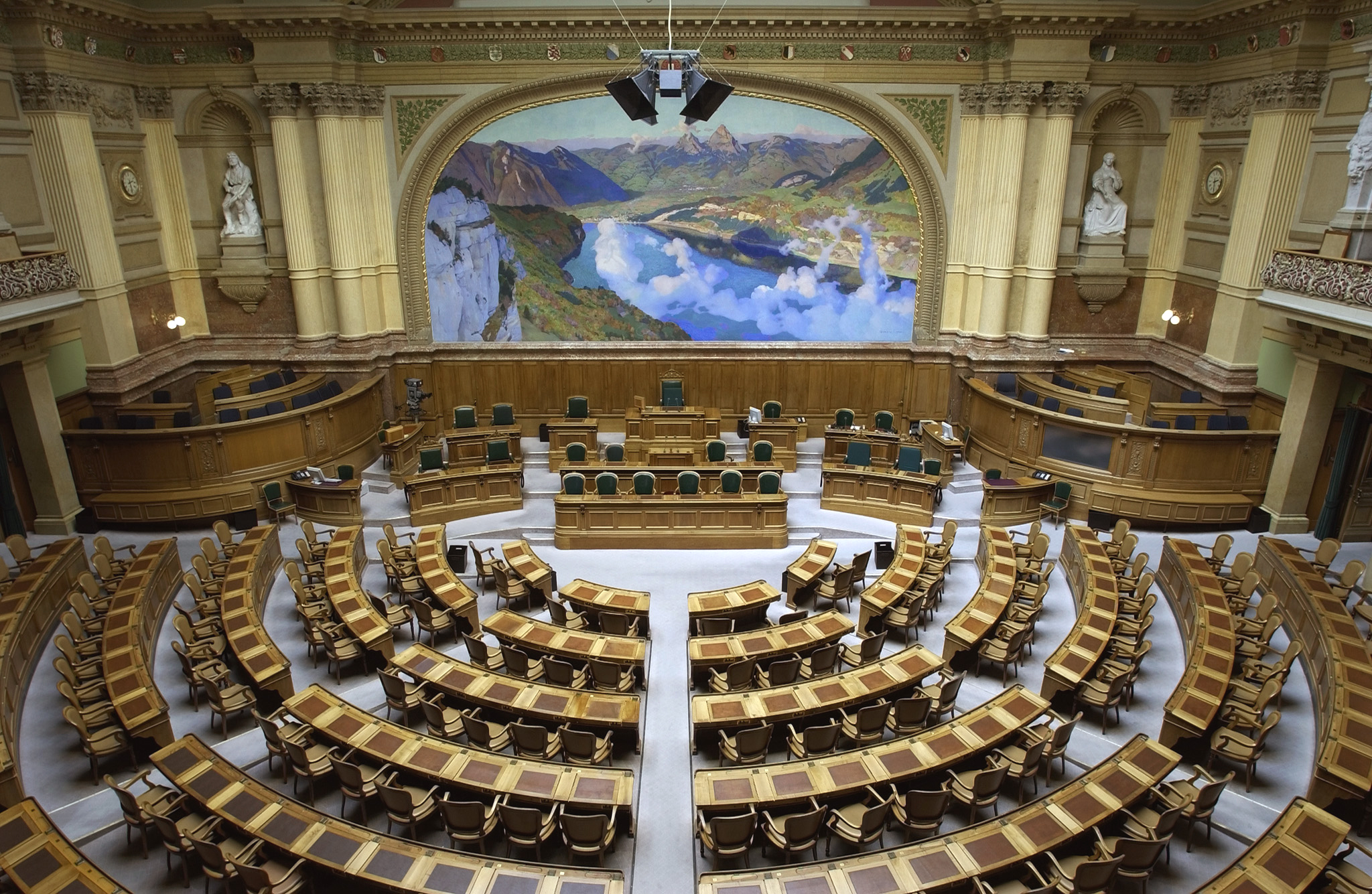
Nationalratssaal

Folgende Ratsmitglieder traten nicht mehr zur Wahl an:
- SVP: Fritz Abraham Oehrli (BE), Walter Schmied (BE), Hermann Weyeneth (BE), Otto Laubacher (LU), Jean Fattebert (VD), Robert Keller (ZH)
- SP: Paul Günter (BE), Peter Vollmer (BE), Ruth-Gaby Vermot (BE), Remo Gysin (BS), Marlyse Dormond-Beguelin (VD), Barbara Haering (ZH)
- FDP: Jean-Paul Glasson (FR), John Dupraz (GE), Jacques-Simon Eggly (LPS/GE), Gerold Bührer (SH), Yves Guisan (VD), René Vaudroz (VD), Rolf Hegetschweiler (ZH)
- CVP: Walter Jermann (BL), Pierre Kohler (JU), Adriano Imfeld (OW)
- Grüne: Anne-Catherine Menétrey-Savary (VD)

Nach vorläufigen Angaben kandidierten in den 20 Wahlkreisen mit mehr als einem Nationalratsmandat 3089 Personen auf total 311 Listen für einen der 194 Sitze im Nationalrat, die effektiv nach dem Proporzverfahren vergeben werden. Dies übertraf die bisherige Höchstmarke von 1999, als 2845 Kandidaturen aufgestellt wurden. Der Frauenanteil betrug 35 % und ist stabil.

### Ständeratswahlen
Siehe unten.

## Wahlkampf

### Wahlziele der Parteien
Es wurden folgende Wahlziele bekanntgegeben:
- SVP: «100'000 neue Wähler gewinnen und Wähleranteil erneut steigern.»
- SP: «Stärkste Partei werden und die rechte Mehrheit im Bundesrat sprengen.»
- FDP: Sechs zusätzliche Sitze für die FDP-Fraktion (FDP und LPS)
- CVP: Zulegen und (jetzt oder 2011) zweiten Bundesratssitz zurückerobern
- Grüne: «Drei bis fünf zusätzliche Sitze im Nationalrat und Einzug in den Ständerat.»
- EVP: Fraktionsstärke sichern
- EDU: «Eins bis drei zusätzliche Sitze im Nationalrat. Fraktionsstärke mit der EVP sichern.»

### Wahlkampfausgaben der Parteien und Kandidierenden
In der Schweiz gibt es keine gesetzliche Grundlage, welche Wahlkampfausgaben regeln würde. Entsprechend sind Aussagen der Parteien mit Vorsicht zu verwenden.
Eine Studie von Mediafocus zur sichtbaren Werbung kommt zum Schluss, dass rechte Parteien deutlich mehr Geld für die Wahl aufwendeten als linke:
| Partei | Geschätzte Ausgaben (Mio. CHF) |
| ------ | ------------------------------ |
| SVP    | 12,1                           |
| FDP    | 6,1                            |
| SP     | 2,5                            |
| CVP    | 2,2                            |
| Grüne  | 0,7                            |

Im Rahmen einer Selects-Studie unter knapp 8000 Kandidierenden beantworteten rund 1700 Kandidierende die Fragen nach den eigenen Wahlkampfausgaben, was zu folgendem Ergebnis führte:
| Partei | Summe der selbstdeklarierten Ausgaben von Kandidierenden (Mio. CHF) |
| ------ | ------------------------------------------------------------------- |
| SVP    | 6,1                                                                 |
| FDP    | 5,9                                                                 |
| SP     | 2,5                                                                 |
| CVP    | 4,9                                                                 |
| Grüne  | 1,2                                                                 |

In der gleichen Studie wird der Betrag, den Parteien und Kandidierende pro Wahlberechtigten im Wahlkampf ausgegeben haben, auf 5 CHF geschätzt. Dies sei mit den Wahlkampfausgaben in anderen westlichen Demokratien vergleichbar, z. B. mit den US-amerikanischen Präsidentschaftswahlen.

### Wahlkampfauftritte der Parteien
- SVP: Die Schweizerische Volkspartei betrieb den sichtbarsten und aggressivsten Wahlkampf, wobei sie auf ein grosses Wahlkampfbudget zurückgreifen und damit erfolgreich Agenda Setting betreiben konnte. Ihre Schäfchenplakate, mit denen sie zunächst für ihre Initiative «Für die Ausschaffung krimineller Ausländer» und später für die Partei[4] warb, und ihr Film «Himmel und Hölle»[5] sorgten für teils friedliche, schliesslich sogar gewalttätige Proteste. Sie erklärte die Parlamentswahlen zu einer Nagelprobe für oder gegen den Verbleib von Christoph Blocher im Bundesrat und warf den anderen Parteien – namentlich der SP und der CVP – vor, einen Geheimplan zur Abwahl von Christoph Blocher zu verfolgen. Das trug ihr den Vorwurf ihrer Gegner ein, Personenkult zu betreiben. Christoph Blocher eröffnete in der Hauptphase des Wahlkampfes eine Serie von Fernsehvideos auf Internet und Privatfernsehstationen. Auch Silvia Blocher, die Frau von Bundesrat Blocher, griff in den Wahlkampf ein.
- SP: Die Sozialdemokratische Partei der Schweiz präsentierte sich als starke Gegenkraft zur SVP. Mit sogenannten «Gipfelkonferenzen» versuchte sie, sozialpolitische Themen in den Vordergrund zu rücken. Sie sammelte Unterschriften für ihre Steuergerechtigkeitsinitiative und gegen die Unternehmenssteuerreform und führte mit einer neuen Website und Blogs einen fortschrittlichen Online-Wahlkampf. Ein Plakat, das ein an einem AKW zerschellendes Flugzeug zeigt, erntete intern wie extern Kritik. Dominant im Wahlkampf der SP waren auch Angriffe auf Bundesrat Christoph Blocher, insbesondere in der Schlussphase des Wahlkampfs. Er sei als Bundesrat nicht tragbar, vergifte das politische Klima in der Schweiz und schüre Hass und Intoleranz.[6] Die SP griff auch auf einem ihrer Wahlplakate, das das Schäfchen-Sujet der SVP-Plakate variiert, Blocher direkt an; unter dem Titel «Abzotteln, SVP» sind weisse Schafe zu sehen, die einen Geissbock mit dem Gesicht von Blocher über eine rot-weisse Grenze treten.

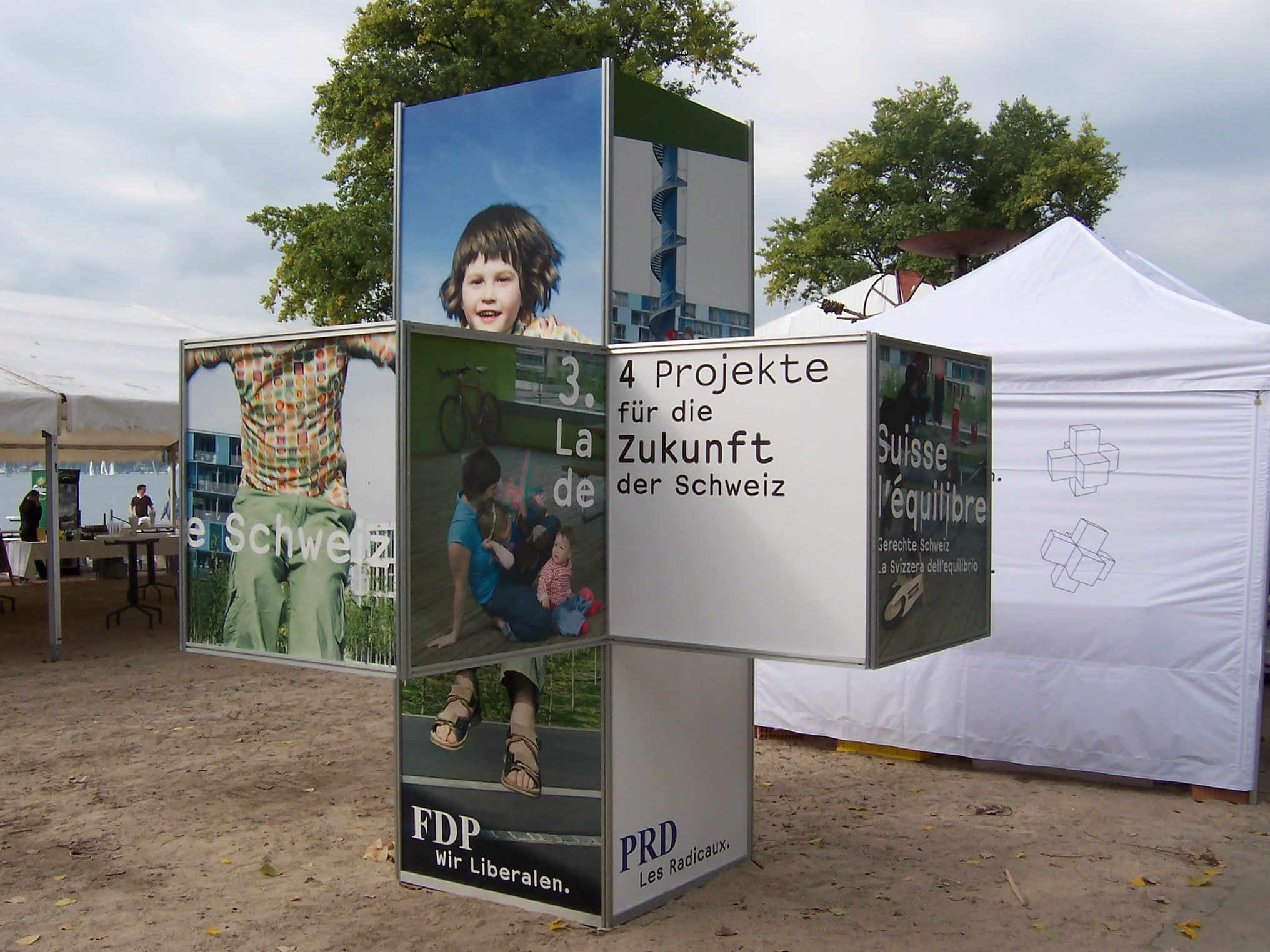
FDP-Wahlkampfauftritt

- FDP: Unter dem Titel «Hop Sviz» setzte die Freisinnig-Demokratische Partei auf vier Projekte: Die intelligente Schweiz, die offene Schweiz, die gerechte Schweiz und die wachsende Schweiz. In ihrer Werbung, die sich an ein junges urbanes Publikum richten sollte, setzte sie vorwiegend auf positive Emotionen und am wenigsten aller Parteien auf einzelne Köpfe.
- CVP: Die Christlichdemokratische Volkspartei setzte im grossen Stil auf ihre «Sympathieträgerin Doris Leuthard». Sie warb mit friedlichen Festen für Ausgleich, Dialog und konstruktive Lösungen. Die CVP spielte eine wichtige Rolle in der Roschacher-Affäre; CVP-Parteipräsident Christophe Darbellay forderte Bundesrat Christoph Blocher indirekt zum Rücktritt auf.[7]
- Grüne: Die Grünen verzichteten weitgehend auf einen national geführten Wahlkampf und konzentrierten ihre Mittel vorwiegend auf Kantone, in denen sie mit Sitzgewinnen rechnen. Trotzdem machten sie auf einem Plakat landesweit mit einem schmelzenden Eis am Stiel auf den Klimawandel aufmerksam. Die Grünen machten im Wahlkampf deutlich, dass sie sich für eine Abwahl von Christoph Blocher einsetzen würden.

### Wahlkampfthemen
Das Wahlbarometer lässt die folgenden Rückschlüsse auf die für die wahlberechtigte Bevölkerung relevanten Sachthemen zu:
- In den letzten sechs Monaten vor der Wahl dominierten abwechslungsweise die Themen «Umwelt/Klima» und «Ausländer/Integration/Ausschaffung».
- Im gleichen Zeitraum etablierten sich Fragen der sozialen Sicherheit und der Sozialversicherungen einerseits sowie der Arbeitslosigkeit und Wirtschaftslage anderseits als die dritt- und viertmeist-interessierenden Themen.
- Weitere Themen waren:

- Asyl-/Flüchtlingspolitik
- Familienpolitik
- Gesundheitswesen
- Krankenkassenprämien
- Verhältnis zur EU
- Staatsfinanzen

#### Klimaschutz und Energie
Durch den UN-Klimabericht, Al Gores Film Eine unbequeme Wahrheit und Unwetterereignisse hatte das Thema Klimaschutz neuen Auftrieb erhalten. Es wurde vorausgesagt, dass vor allem die Grünen davon profitieren würden – überwiegend auf Kosten der SP, die trotz langjährigem Leistungsausweis auf diesem Gebiet eine Verschiebung zu den Grünen kaum hätte verhindern können. Zentrale Forderungen der linken Seite waren eine CO2-Abgabe, die Verlagerung des Güterverkehrs auf die Schiene und die staatliche Förderung der erneuerbaren Energien. Die bürgerlichen Parteien FDP und CVP nahmen sich, auch angesichts der neuen Konkurrenz durch die glp, ebenfalls dieses Themas an.
Während die bürgerlichen Parteien den Bau eines neuen Kernkraftwerks befürworten, da damit eine drohende Abhängigkeit vom Ausland abgewendet werden und gegenüber Gaskraftwerken Treibhausgas-Emissionen eingespart werden könnten, lehnte die Linke AKWs kategorisch ab und setzt stattdessen auf Effizienzsteigerungen und die erneuerbaren Energien.
Die FDP will mit einer Volksinitiative das Verbandsbeschwerderecht beschneiden, das Umweltverbänden wie dem Verkehrs-Club der Schweiz die Möglichkeit gibt, behördliche Entscheide auf Übereinstimmung mit dem Umweltgesetz richterlich prüfen zu lassen.

#### Jugendgewalt
Obwohl über die Zunahme der Jugendgewalt von Polizei und Jugendanwaltschaft scheinbar widersprüchliche Statistiken aufgestellt wurden, war die Bedeutung dieses Themas gewachsen. Verschiedene Fälle, insbesondere von Vergewaltigungen durch Jugendliche, wurden öffentlich bekanntgemacht und sorgten für Aufsehen. Ein Inserat der SVP, das ein Bild eines Rappers zum Thema Jugendkriminalität zeigt, erzürnte die Hip-Hop-Szene – Rapper wie Gimma und Stress protestierten lautstark. Die SVP sieht das Problem vor allem als Ausländerproblem, obwohl die Delikte der Jugendlichen mit Schweizer Pass stärker zugenommen haben, und fordert härtere Massnahmen. Aufsehen erregte auch SP-Ständeratskandidatin Chantal Galladé mit der Forderung, das Strafrechtsalter zu senken.

#### Ausländerkriminalität und -integration
Die SVP forderte mit ihrer Ausschaffungsinitiative eine konsequente Ausschaffung von schwer kriminellen Ausländern. Insbesondere die linken Parteien forderten hingegen verstärkte Integrationsbemühungen nach dem Motto «fördern und fordern». Das Basler Modell von Thomas Kessler dient dabei oft als Vorbild.

#### Steuern
Durch den Steuerwettbewerb unter den Kantonen versuchen die Kantone mit verschiedenen Modellen, Reiche und Unternehmen anzulocken. Die bürgerlichen Parteien sehen den Steuerwettbewerb als Mittel zur Förderung der Standortattraktivität. Die linken Parteien möchten ihn begrenzen, da er vor allem den Reichen nütze und den Staat ruiniere. Das Bundesgericht beurteilte das im Kanton Obwalden eingeführte Steuermodell mit degressiven Elementen als nicht verfassungskonform.
Mit ihrem Modell Easy Swiss Tax will die FDP die Steuererklärung stark vereinfachen, indem viele Möglichkeiten für Abzüge gestrichen werden. Dadurch sollen Steuerschlupflöcher gestopft werden. Damit gekoppelt will sie Steuersenkungen durchbringen. Auch eine Flat Tax ist im Gespräch. Die SP will die Steuererklärung noch stärker vereinfachen. Mit ihrer Steuergerechtigkeitsinitiative fordert sie einen Mindeststeuersatz für Superreiche und die Verankerung des Verbots von degressiven Steuermodellen in der Verfassung.

#### Wirtschaft und Bildung
Linke Parteien fordern mehr Investitionen in die Bildung. Ausserdem setzen sie sich für die Konsumenten (tiefe Preise, Parallelimporte) und die Arbeitnehmenden (Mindestlöhne) ein. Die CVP hat sich mit ihrer Forderung nach einer einseitigen Einführung des Cassis-de-Dijon-Prinzips hervorgetan.

#### Aussenpolitik
Die Aussenpolitik war während des Wahlkampfes wenig prominent. Die SVP fährt weiterhin einen klar isolationistischen Kurs und ist gegen einen EU-Beitritt und erweiterte Personenfreizügigkeit. Die wirtschaftsnahen bürgerlichen Parteien FDP und CVP sind in der Frage des EU-Beitrittes gespalten, befürworten aber eine starke Anbindung an die EU mit bilateralen Verträgen. Die SP spricht sich als einzige Partei klar für EU-Beitrittsverhandlungen aus.

#### Völkerrecht und Anti-Rassismus-Gesetz
Während eines laufenden Rechtsverfahrens gegen Doğu Perinçek wegen Leugnung des Völkermords an den Armeniern kritisierte Blocher im Oktober 2006 in der Türkei die schweizerische Anti-Rassismus-Strafnorm. In seinen Reden zum Nationalfeiertag 2007 warnte Blocher vor gedankenlosem Übernehmen von internationalem Recht, das die Volksrechte beschneide. Für die anderen Partei sind die internationalen Völkerrechtsnormen nicht diskutabel.

#### Bundesfeier auf dem Rütli
Nach den Störaktionen von Rechtsextremen in den Jahren 2004 und 2005 und dem massiven Polizeieinsatz im Jahr 2006, der einen weiteren Auftritt von Rechtsextremen verhinderte, konnte für das Jahr 2007 zunächst keine Lösung für eine friedliche Durchführung der Bundesfeier auf dem Rütli gefunden werden, da weder die angrenzenden Kantone noch der Bund für die Kosten des Polizeieinsatzes aufkommen wollten. Trotzdem kündigte Bundespräsidentin Micheline Calmy-Rey an, sie werde auf dem Rütli sprechen. Während die SVP die Feier auf der „normalen Wiese mit Kuhdreck“ ausfallen lassen wollte, wollten andere auf keinen Fall die Rechtsextremen „siegen“ lassen. Schliesslich ermöglichten private Spender um Johann Schneider-Ammann und Nicolas Hayek eine Durchführung.

#### Fall Roschacher
Am 5. September 2007 wurde ein Bericht der nationalrätlichen Geschäftsprüfungskommission (GPK-N) veröffentlicht, der unter anderem die Hintergründe des Rücktritts von Bundesanwalt Valentin Roschacher (CVP) untersuchte. Darin wird SVP-Bundesrat Christoph Blocher vorgeworfen, dem Bundesanwalt unzulässige Weisungen bezüglich Medieninformation in laufenden Verfahren erteilt und ohne gesetzliche Grundlage eine Abgangsentschädigung zugesprochen zu haben. Dies sei «in rechtsstaatlicher Hinsicht problematisch». Von Vertretern der SP, CVP und FDP wurde dies zur Aussage zugespitzt, Blocher habe «die Gewaltentrennung geritzt» und habe damit fundamentale Grundsätze verletzt. SP und Grüne forderten im Nationalrat, Justizminister Blocher die administrativen Kompetenzen über die Bundesanwaltschaft zu entziehen.
Anlässlich der öffentlichen Präsentation dieses Berichts erwähnte die Präsidentin der mit dessen Erarbeitung betrauten Subkommission EJPD/BK der GPK-N, Lucrezia Meier-Schatz (CVP), Hinweise auf angebliche Auffälligkeiten in dieser Angelegenheit: Bei der Verhaftung von Bankier Oskar Holenweger, der von der Bundesanwaltschaft der Geldwäscherei verdächtigt wird, seien Dokumente gefunden wurden, deren Inhalt auffällige Parallelen zu späteren Ereignissen im Zusammenhang mit Roschachers Abgang verrate. In der Folge war von einem «H-Plan» die Rede, der darauf abgezielt habe, Roschacher zu Fall zu bringen und in den auch Bundesrat Blocher involviert gewesen wäre. Beide Seiten forderten eine rasche und lückenlose Aufklärung der Vorwürfe gegen Blocher – nach dem Willen der SVP noch vor den Wahlen, wofür die GPK ihrerseits keine Garantie abgeben wollte. Nachdem SVP-Nationalrat Christoph Mörgeli die Originaldokumente, von denen die GPK sagte, ihre Beschaffung dürfte Monate dauern, bereits einen Tag später der Öffentlichkeit präsentieren konnte – Mörgeli hatte sie direkt von Holenweger erhalten –, fielen die Komplott-Vorwürfe der GPK in sich zusammen.
Die SVP, die bereits vorgängig die Mitte-links-Parteien bezichtigt hatte, einen Geheimplan zur Nichtwiederwahl Blochers zu verfolgen, sah ihre Vermutungen aufgrund dieser Entwicklung bestätigt. Sie warf der CVP und der Ratslinken vor, die GPK für eine politisch motivierte Intrige gegen Bundesrat Blocher und die SVP zu missbrauchen. Nach Ansicht der SVP war die Präsidentin der zuständigen GPK-Subkommission, Lucrezia Meier-Schatz, treibende Kraft hinter dem kritisierten Vorgehen der GPK. Da sich die GPK bei der Bewertung der Holenweger-Unterlagen z. T. auf Aussagen von Vertretern der Bundesanwaltschaft verliess, orteten einzelne Medienvertreter eine Intrige in der Bundesanwaltschaft selber, die sich eine leichtgläubige GPK zu Nutze machte.
Die offen bleibenden Fragen wurden in der Folge breit diskutiert und trugen erheblich zur Emotionalisierung des Wahlkampfs bei. Bundesrat Pascal Couchepin steigerte diese, indem er in Anspielung auf seinen Kollegen Blocher sagte, für das Wohlergehen eines Landes brauche es keinen «Duce». Daraufhin bezichtigte Bundesrat Christoph Blocher die französischsprachigen Bundesratsmitglieder, Pascal Couchepin und Micheline Calmy-Rey, Teil der Putschplanes zu sein.
Die SVP und die SP erzwangen kurz vor den Wahlen eine dringliche Nationalratsdebatte, die aber keine Lösungen brachte. Zu lösen gilt es vor allem die Frage, wer die Aufsicht über die Bundesanwaltschaft haben soll.

#### Ausschreitungen vom 6. Oktober 2007
Am 6. Oktober 2007 kam es in Bern zu schweren Ausschreitungen im Vorfeld der anstehenden Parlamentswahlen. Anlass war ein bewilligter Umzug der SVP, und eine unbewilligte, jedoch geduldete Gegendemonstration des Komitees «Schwarzes Schaf», welches einen Kontrapunkt zur Politik der SVP setzen wollte. An der SVP-Kundgebung nahmen rund 10'000 Personen teil, die Gegenveranstaltung wurde von etwa 3000 Personen besucht. Mit Sitzblockaden erzwangen linke Aktivisten die Umkehr des SVP-Umzuges. In der Folge kam es zu Ausschreitungen des schwarzen Blocks, bei denen Autos, Imbissstände und öffentliche Einrichtungen demoliert und zum Teil in Brand gesetzt, der Bundesplatz gestürmt und eine grössere Zahl von Polizisten und Unbeteiligten verletzt wurden. Diese Ausschreitungen erfuhren auch internationale Beachtung, zum Beispiel fanden sie Eingang in die Berichterstattung der englisch- und französischsprachigen internationalen Presse.

### Fazit
Der Wahlkampf war wohl der härteste in der jüngeren Geschichte der Schweiz. Es war eine Tendenz zur Fokussierung auf einzelne Personen festzustellen, Bundesräte wurden – entgegen der früheren Praxis – vermehrt in den Wahlkampf einbezogen.

### Entscheidungshilfen
Smartvote bot im Internet systematisierte Kandidatenprofile an. Sie basierten auf 73 Sachfragen, welche die Bewerber ausgefüllt hatten. Interessierte Wähler konnten die gleichen Fragen beantworten und so die Übereinstimmung der Präferenzen mit den Bewerbenden und der Parteien ermitteln lassen. Die Profile wurden anhand von acht Faktoren erstellt: aussenpolitische Öffnung, gesellschaftliche Liberalisierung, ausgebauter Sozialstaat, mehr Umweltschutz, wirtschaftliche Liberalisierung, restriktive Finanzpolitik, Recht und Ordnung sowie restriktive Migrationspolitik. Sie liessen sich auf zwei Dimensionen abbilden, einerseits dem Gegensatz zwischen links und rechts, andererseits jenem zwischen Konservatismus und Liberalismus.

## Wahlbeobachtung
Erstmals wurden die Parlamentswahlen 2007 von einer Delegation der OSZE beobachtet. Positiv interessierte sie sich für die Schweizer Erfahrungen mit dem hohen Anteil an Briefwahlstimmen, weil dieser auch international steigt. Kritisch hinterfragt wurden die Wahlbeteiligung, die Wahlbewerbung und die Abhängigkeit der Printmedien von Parteiinseraten. Hierzu soll nach den Wahlen ein Bericht mit Empfehlungen erscheinen.
Zuvor hatte Doudou Diène, der UN-Sonderberichterstatter für Rassismus und Fremdenfeindlichkeit, im Menschenrechtsrat den Rückzug der «Schäfchen»-Plakate der SVP gefordert, da sie nicht nur betont ausländerfeindlich, sondern auch aggressiv seien. Der Bundesrat wies das als unerlaubte Einmischung in den Wahlkampf zurück. Die SVP reduzierte ihre Plakatpräsenz in der Folge und ersetzte sie mit Plakaten mit Justizminister Christoph Blocher. Dieser wiederum verteidigte mehrfach die Plakate seiner Partei.

## Instrumente der Wahlanalyse

### Vorwahlumfragen
Wahlumfragen über das Ergebnis der Nationalratswahlen sind in der Schweiz wegen der komplizierten Zuteilung der Sitze schwierig zu erstellen. Aus folgenden Gründen können die durch Umfragen auf nationaler Ebene gewonnenen Stimmenanteile praktisch nichts darüber aussagen, wie der nächste Nationalrat sitzmässig zusammengesetzt sein wird:
1. Die Stimmenanteile der Parteien werden nicht wie in Deutschland auf Bundesebene auf Mandate umgerechnet, sondern jeder der 26 Kantone bildet einen eigenen Wahlkreis, innerhalb dessen die dem Kanton zustehenden Sitze proportional zugeteilt werden.
2. In den Kantonen können die Parteien ihre Parteilisten zu Listenverbindungen vereinigen. Diese bilden bei der Zuteilung der Mandate zunächst eine den Parteilisten übergeordnete Einheit, die durch Proporzglück oftmals Anspruch auf mehr Sitze hat als die Parteilisten getrennt erzielt hätten.
3. Durch das Panaschieren kann der Wähler Kandidaten verschiedener Listen auf einer neuen Liste vereinigen. Jede Stimme, die er dabei einer Kandidatur einer anderen Partei gibt, wird der Partei, deren Liste verwendet wird, anteilsmässig zu den vorhandenen Linie abgezogen.
4. In den vielen kleinen Kantonen, denen aufgrund ihrer niedrigen Bevölkerungszahl nur wenige Sitze im Nationalrat zustehen, sind kleinere Parteien traditionell benachteiligt. Dies gilt zumal für die Kantone Uri, Obwalden, Nidwalden, Glarus, Appenzell Ausserrhoden und Appenzell Innerrhoden, die nur je einen Nationalrat nach dem Majorzverfahren wählen. Hier ist, wenn nur eine einzige Person kandidiert, sogar Stille Wahl möglich. Zwei weitere Kantone (Schaffhausen und Jura) wählen nur je zwei Nationalräte.

Alle Wahlbefragungen in der Schweiz verzichten deshalb darauf, die ermittelten Parteistärken auf Sitze umzurechnen.
Zu den bisher ungelösten Problemen aller Wahlbefragungen in der Schweiz zählt, dass die Stimmen der Auslandschweizer nicht erfasst werden. Auch die amtliche Statistik weist diese in der Regel nicht aus. Eine Untersuchung aus dem Jahre 2003 legte jedoch nahe, dass die Ausland- und Inlandschweizer vor allem aufgrund ihrer unterschiedlichen soziologischen Struktur nicht die gleichen Parteipräferenzen haben.
Wahlbefragungen sind ein nützliches Instrument, um den Willen der Wählenden (beschränkt auch der Nicht-Wählenden) zu ergründen. Sie zeigen die Motive der Wählenden auf, und sie lassen analytische Modelle, die Ursachen der Wahlentscheidungen nach Gesichtspunkten der Wahlforschung zu untersuchen. Zu den vorläufigen Schlüssen für die Wahlen von 2007 gehören:
- die wichtige Form der Identifikation mit Parteien verläuft über Personen (Bundesräte, Parteiexponenten und lokale Spitzenkandidaturen)
- die zweitwichtigste geht über die Wahlkampfführung, die motivierend wirken muss;
- die drittwichtigste betrifft die politische Position auf der Links/Rechts-Achse, die mit Werten gefüllt werden muss, die ein klares Bild der Partei zeichnen;
- am viertwichtigsten sind Themen, welche die Wählenden interessieren, resp. von den Parteien mit Positionen besetzt werden können; und
- der fünftwichtigste Identifikationsansatz betrifft die Konsequenzen der Parteienwahl für die Zusammensetzung des Parlaments, das den neuen Bundesrat bestimmt.

Je nach Partei ist die Wichtigkeit der fünf Gründe für den Parteientscheid unterschiedlich. Zudem änderte sich die Hierarchisierung gegen Ende des Wahlkampfes: Die Bedeutung der Themenidentifikation ging zurück. Bei der Personenidentifikation rückte die Haltung zu Bundesrat Blocher ins Zentrum.

#### Wahlbarometer
Vor den Wahlen führte das Forschungsinstitut gfs.bern im Auftrag der Schweizerischen Radio- und Fernsehgesellschaft (SRG) in regelmässigen Abständen repräsentative Wahlumfragen durch. Diese ergaben folgende Resultate:
| Partei:                          | SVP  | SP   | FDP  | CVP  | Grüne | LPS | EVP | glp | PdA | EDU |
| Oktober 2006:                    | 26,4 | 23,5 | 15,5 | 14,2 | 9,2   | 1,1 | 1,9 |     | 1,2 | 1,1 |
| Januar 2007:                     | 27,0 | 23,0 | 16,1 | 14,9 | 9,0   | 1,0 | 1,9 | 1,0 | 0,8 | 1,2 |
| April 2007:                      | 26,2 | 22,6 | 15,6 | 14,6 | 10,7  | 1,9 | 1,7 | 1,5 | 1,4 | 0,9 |
| 4.–16. Juni 2007:                | 25,1 | 22,1 | 17,0 | 15,0 | 10,9  | 1,0 | 1,4 | 1,3 | 1,6 | 1,1 |
| 9.–21. Juli 2007:                | 26,2 | 21,6 | 16,2 | 14,6 | 10,3  | 1,5 | 1,8 | 1,8 | 1,4 | 1,2 |
| 6.–18. August 2007:              | 26,2 | 22,8 | 15,8 | 15,2 | 9,5   | 1,5 | 1,9 | 1,5 | 1,1 | 1,4 |
| 27. August – 8. September 2007:  | 25,6 | 22,6 | 14,7 | 15,0 | 10,7  | 1,1 | 1,7 | 2,2 | 1,2 | 1,6 |
| 12.–22. September 2007:          | 26,7 | 22,3 | 15,0 | 15,4 | 10,6  | 1,0 | 1,8 | 2,5 | < 1 | 1,7 |
| 24. September – 6. Oktober 2007: | 27,3 | 21,7 | 15,5 | 15,4 | 10,0  | 1,6 | 2,2 | 2,5 | < 1 | 1,2 |

Das Wahlbarometer beruhte auf einer repräsentativen Befragung von jeweils mindestens 2000 wahlberechtigten Personen, die innert zehn Tagen mit einem einheitlichen standardisierten Fragebogen befragt wurden. Die Interviews wurden computergesteuert telefonisch geführt. Der statistische Stichprobenfehler beträgt (in 95 % der Fälle) +/−2,2 %. Der effektive mittlere Prognosefehler liegt bei rund einem Prozent.
Das Wahlbarometer rechnete mit einer höheren Stimmbeteiligung als 2003 (damals: 45 %), obwohl die Mobilisierungsbereitschaft zuletzt nach einem Zwischenhoch im August 2007 wieder sank.
Schliesslich relativierte das Wahlbarometer die Stimmenkraft der Grünliberalen, weil die Partei nur in zwei Kantonen antrat. Rund zwei Fünftel ihres Potenzials in Befragungen habe sie so nicht abgeholt.

#### Andere Wahlumfragen
Auch das Meinungsforschungsinstitut Isopublic führte Umfragen durch. Deren Resultate unterscheiden sich teilweise deutlich von denjenigen des «Wahlbarometers».
| Partei:                         | SVP  | SP   | FDP  | CVP  | Grüne | LPS | EVP | CSP | PdA | EDU | SD  | FPS | andere |
| 20.–28. Oktober 2006:           | 24,7 | 25,3 | 15,2 | 14,1 | 9,1   | 3,8 | 3,3 | 0,4 | 0,4 | 0,3 | 0,3 | 0,2 | 2,9    |
| 6.–23. Juni:                    | 24,6 | 24,2 | 15,4 | 14,6 | 9,8   | 4,2 | 3,2 | 0,4 | 0,6 | 0,3 | —   | 0,2 | 2,5    |
| 5. September – 1. Oktober 2007: | 26,1 | 22,3 | 15,3 | 14,9 | 12,6  | 1,9 | 2,3 | 0,4 | 0,3 | 1,3 | 0,8 | —   | 1,8    |

Schliesslich hat auch das Institut Demoscope eine Wahlumfrage veröffentlicht, zu der jedoch nur beschränkt technische Daten verfügbar sind.
| Partei:             | SVP  | SP   | FDP  | CVP  | Grüne |
| März 2007:          | 29,1 | 23,1 | 15,4 | 15,6 | 8,1   |
| Juni 2007:          | 24,4 | 25,2 | 15,9 | 15,0 | 9,8   |
| 2.–4. Oktober 2007: | 27,0 | 22,8 | 15,8 | 13,3 | 10,8  |

Bei allen Vorwahlbefragungen muss man zudem den Zeitpunkt der Erhebung berücksichtigen. Zehn Tage vor dem Wahlsonntag dürfen in der Schweiz keine Wahlbefragungen mehr veröffentlicht werden. Die Umfragen, die dann erscheinen, sind meist ein bis zwei Wochen alt.
2007 veröffentlichte das von Asien aus finanzierte Marktforschungsinstitut CBC erstmals eine Wahlbefragung innerhalb der zehntägigen Sperrfrist.

### Wahlbörsen
Verschiedene Medien boten neben dem Wahlbarometer auch die Wählbörse als spielerische Orientierungshilfe zu den Parteistärken an. Dabei wurden die Parteistärken mit Aktienwerten der Parteien bestimmt, die sich aus dem täglichen virtuellen Aktienkauf und -verkauf an der Wahlbörse ergeben. Die Ergebnisse waren nur bedingt aussagekräftig.

### Sitzschätzungen
Schliesslich boten verschiedene Zeitungen Schätzungen zu den Auswirkungen der Wahlen auf die Sitzverteilungen im Nationalrat an. Sie beruhten nicht auf eigenen Erhebungen. Sie berücksichtigten in der Regel die Restmandatsverteilung der letzten Wahl, die kantonalen Wahltrends, die letzten Wahlbefragungen und eigene Erfahrungen.
Die Basler Zeitung sah Sitzgewinne für die Grünen (+5) und für die SVP (+1) und die Grünliberalen (+1), während FDP (−1), CVP (−1) und SP (−2) leicht Sitzverluste hätten erleiden sollen. Der Bund sah deutlich mehr Verluste bei der SP (−6) sowie beschränkte Abgänge für FDP und SVP (je −1). Zulegen hätten demnach die Grünen (+3) und die CVP (+2) können. Der Blick kam auf folgende Verschiebungen: Gewinne für die Grünen (+4), glp (+2), CVP (+1) und die äussere Rechte (+1), Verluste für die SP (−3), die FDP (−2), die SVP (−2) und die EVP (−1). Im Ständerat rechnete der Blick aufsummiert mit einer Sitzverschiebung von der CVP zu den Grünen.

## Ergebnis der Nationalratswahl
Als Wahlsiegerin ging zum fünften Male die SVP hervor. Sie konnte sich um 7 auf 62 Sitze steigern und hat das beste Resultat einer Partei seit der Einführung des Proporzwahlsystems 1919 erreicht. Ebenfalls grosse Gewinne konnten die Grünen erzielen. Sie holten 20 Mandate (+6) und blieben bei ihrem zweiten Wahlsieg in Serie nur knapp unter einem Wähleranteil von 10 %. Gut abgeschnitten haben auch die CVP (31 Sitze, +3), die nach sechs Niederlagen eine Trendwende herbeiführen konnte, und die Grünliberale Partei, die auf Anhieb drei Sitze holen konnte.
Verloren hat vor allem die SP. Ihre Mandatszahl reduzierte sich um 9 auf 43. Sie verzeichnet im Wähleranteil einen Verlust von 3,8 Prozentpunkten. Ebenfalls verloren hat die FDP (31 Sitze, −5), die trotz gleicher Sitzzahl im Wähleranteil vor der CVP bleibt. Dennoch ist es das schlechteste Wahlresultat in der Geschichte der FDP. Im neuen Nationalrat nicht mehr vertreten sind die Schweizer Demokraten und das Linksbündnis Solidarités, deren Vertreter abgewählt wurden.

### Parteien, Stimmen (Wählerzahlen), Sitze
Resultate aus den Kantonen unter Schweizer Parlamentswahlen 2007/Resultate Nationalratswahlen
Anmerkung zu den Wählerzahlen: In den Mehrpersonenwahlkreisen (20 Kantone, welchen insgesamt 194 von 200 Sitzen zustehen) hat jeder Wähler so viele Stimmen, wie in seinem Kanton Sitze zu vergeben sind (im Kanton Zürich 34, im Kanton Jura 2). Diese Stimmen kann er an beliebige Kandidaten der sich zur Wahl stellenden Listen vergeben (Panaschieren). Eine Stimme für einen Kandidaten ist gleichzeitig eine Stimme für dessen Partei. Hat ein Wähler nicht alle seine Stimmen an Kandidierende vergeben, gehen diese Stimmen als sogenannte „Zusatzstimmen“ an die von ihm gewählte Liste. Hat der Wähler keine Liste ausgewählt, sondern einen so genannten „Wahlzettel ohne Parteibezeichnung“ verwendet, verfallen nicht benutzte Stimmen (sog. Leere Stimmen).
Um zu überkantonal vergleichbaren Ergebnissen zu kommen, wird hier die so genannte „Wählerzahl“ verwendet. Diese erhält man, indem man die Stimmen durch die Anzahl der Sitze teilt. Weil aber ein Wähler seine Stimmen auf mehrere Parteien verteilen kann, entstehen Stimmenbruchteile. Bei den unten angegebenen ganzen Wählerzahlen handelt es sich daher um gerundete Werte. Diese stellen nicht mehr als eine statistische Fiktion dar. Im Kanton Aargau z.B, der 15 Mandate zu vergeben hat, kann ein „Wähler“ auch aus 15 Personen bestehen, die je einen Kandidaten der betreffenden Partei auf ihrer Liste aufgeführt haben.
- PdA/Sol: 1
- Grüne: 20
- SP: 43
- CSP: 1
- EVP: 2
- GLP: 3
- CVP: 31
- FDP: 31
- LPS: 4
- EDU: 1
- SVP: 62
- Lega: 1

Stärkste Parteien in den Kantonen und Sitzverteilung

Zu beachten ist, dass aus dem Kanton Nidwalden keine Stimmen ins Endergebnis eingeflossen sind. Dem für diesen Kanton zu vergebenden einen Sitz im Nationalrat stand nur ein einziger Bewerber gegenüber; das Gleiche galt auch für die Wahl des Ständeratsvertreters. Der Regierungsrat von Nidwalden erklärte daraufhin beide Kandidaten als in stiller Wahl gewählt.
| Partei                                                 | Stimmen | % (+/-) | % (+/-) | Sitze (+/-) | Sitze (+/-) |
| ------------------------------------------------------ | ------- | ------- | ------- | ----------- | ----------- |
| Schweizerische Volkspartei                             | 668'446 | 29,01 % | +2,21 % | 62          | +7          |
| Sozialdemokratische Partei                             | 450'586 | 19,55 % | −3,77 % | 43          | −9          |
| Freisinnig-Demokratische Partei                        | 363'056 | 15,76 % | −1,58 % | 31          | −5          |
| Christlichdemokratische Volkspartei                    | 333'528 | 14,47 % | +0,08 % | 31          | +3          |
| Grüne Partei der Schweiz 1                             | 221'009 | 9,59 %  | +2,16 % | 20          | +7          |
| Evangelische Volkspartei                               | 56'362  | 2,45 %  | +0,17 % | 2           | −1          |
| Liberale Partei der Schweiz                            | 42'356  | 1,84 %  | −0,34 % | 4           | 0           |
| Grünliberale Partei                                    | 33'104  | 1,44 %  | +1,44 % | 3           | +3          |
| À Gauche toute!/Linke Alternative (PdA, Sol, AL)       | 30'470  | 1,32 %  | −0,31 % | 1           | −2          |
| Eidgenössisch-Demokratische Union                      | 29'549  | 1,28 %  | +0,02 % | 1           | −1          |
| Lega dei Ticinesi                                      | 13'031  | 0,57 %  | +0,22 % | 1           | 0           |
| Schweizer Demokraten                                   | 12'343  | 0,54 %  | −0,42 % | 0           | −1          |
| Christlich-soziale Partei                              | 9'984   | 0,43 %  | +0,07 % | 1           | 0           |
| Écologie libérale (NE, VD, VS)                         | 7'987   | 0,35 %  | +0,35 % |             |             |
| Forum Liberale Mitte (AG)                              | 7'150   | 0,31 %  | +0,31 % |             |             |
| Luke Gasser (OW)                                       | 3'095   | 0,13 %  | +0,13 % |             |             |
| Partei Interessengemeinschaft Gesundheit (BE)          | 2'675   | 0,12 %  | −0,00 % |             |             |
| Mouvement citoyens genevois (GE)                       | 2'655   | 0,12 %  | +0,12 % |             |             |
| Freiheitspartei                                        | 2'293   | 0,10 %  | −0,09 % |             |             |
| Chance 21 (LU)                                         | 1'269   | 0,06 %  | −0,03 % |             |             |
| Katholische Volkspartei (AG, SG, TG)                   | 1'112   | 0,05 %  | +0,00 % |             |             |
| Humanistische Partei (TI, ZH)                          | 874     | 0,04 %  | +0,02 % |             |             |
| Freie Liste/Ouverture (FR)                             | 859     | 0,04 %  | −0,04 % |             |             |
| Volksaktion gegen zuviele Ausländer und Asylanten (BS) | 852     | 0,04 %  | −0,01 % |             |             |
| Les communistes (GE)                                   | 784     | 0,03 %  | +0,00 % |             |             |
| Männer-Partei (BE)                                     | 704     | 0,03 %  | +0,03 % |             |             |
| Hanf-Ueli (ZH)                                         | 631     | 0,03 %  | −0,01 % |             |             |
| Interessengemeinschaft gegen Missmanagement (BE)       | 615     | 0,03 %  | +0,03 % |             |             |
| Für Kinder und Jugend (SG)                             | 583     | 0,03 %  | +0,03 % |             |             |
| Tierschutz ist Menschenschutz (SG)                     | 499     | 0,02 %  | −0,00 % |             |             |
| Alternative Liste – gegen Politlügen 2 (TG)            | 495     | 0,02 %  | +0,02 % |             |             |
| Familiä-Partei (AG)                                    | 421     | 0,02 %  | +0,02 % |             |             |
| Daniel Trappitsch (GR)                                 | 305     | 0,01 %  | 0,01 %  |             |             |
| Walliser Bürgerbewegung (VS)                           | 291     | 0,01 %  | +0,01 % |             |             |
| Jörg Stettler Büezer (BE)                              | 257     | 0,01 %  | −0,02 % |             |             |
| Danowski (ZH)                                          | 228     | 0,01 %  | +0,00 % |             |             |
| Für mehr Logik in der Politik (FR)                     | 227     | 0,01 %  | +0,01 % |             |             |
| Für unabhängige Lösungen in der Politik (SG)           | 227     | 0,01 %  | +0,01 % |             |             |
| Unabhängige Bürger-Bewegung (FR)                       | 193     | 0,01 %  | −0,01 % |             |             |
| Parti libré et indépendent 3 (NE)                      | 148     | 0,01 %  | +0,01 % |             |             |
| I Liberisti (TI)                                       | 131     | 0,01 %  | +0,01 % |             |             |
| Schweizerische Bürger-Partei (BS)                      | 111     | 0,00 %  | +0,00 % |             |             |
| Die Ostschweizer Partei (SG)                           | 38      | 0,00 %  | −0,00 % |             |             |
| Vereinzelte Stimmen in Einpersonenwahlkreisen          | 2'778   | 0,12 %  | +0,05 % |             |             |

Die Abweichungen von anderen Quellen sind auf die Situation im Kanton Appenzell Ausserrhoden zurückzuführen: Dort nominierten SVP und SP keine Kandidierenden, trotzdem erhielten mehrere Politiker dieser Parteien (gültige) Stimmen. Das Bundesamt für Statistik zählt diese unter „Übrige“. Hier werden sie aber ihrer jeweiligen Partei zugerechnet, da ihre Wähler eindeutig Personen der betreffenden Parteien unterstützen wollten; zudem gab es mindestens für einen Kandidaten halb-offizielle Kampagnen.

### Wähleranteile in den Kantonen (mit mehreren Sitzen)
Wählerzahlen, Prozente kleinerer Parteien und Namen der Gewählten unter Schweizer Parlamentswahlen 2007/Resultate Nationalratswahlen
| Kanton           | SVP    | SP     | FDP    | CVP    | Grüne  | EVP   | LPS    | GLP   | Linke | EDU   |
| ---------------- | ------ | ------ | ------ | ------ | ------ | ----- | ------ | ----- | ----- | ----- |
| Aargau           | 36,2 % | 17,9 % | 13,6 % | 13,5 % | 8,1 %  | 4,2 % |        |       |       | 1,2 % |
| Basel-Landschaft | 28,5 % | 25,2 % | 17,0 % | 11,4 % | 13,8 % | 2,8 % |        |       |       | 0,5 % |
| Basel-Stadt      | 18,5 % | 35,2 % | 11,3 % | 7,4 %  | 12,1 % | 3,6 % | 9,2 %  |       |       | 0,5 % |
| Bern             | 33,6 % | 21,2 % | 15,1 % | 4,7 %  | 12,9 % | 5,4 % |        |       |       | 3,6 % |
| Freiburg         | 22,0 % | 22,7 % | 13,8 % | 24,8 % | 6,3 %  | 0,8 % |        |       |       | 0,9 % |
| Genf             | 21,1 % | 19,1 % | 7,7 %  | 9,7 %  | 16,4 % | 1,2 % | 14,8 % |       | 6,8 % |       |
| Graubünden       | 34,7 % | 23,7 % | 19,1 % | 20,3 % |        |       |        |       |       | 1,6 % |
| Jura             | 13,7 % | 36,9 % | 13,4 % | 25,0 % |        |       |        |       |       |       |
| Luzern           | 25,3 % | 11,5 % | 21,8 % | 30,2 % | 9,5 %  | 0,7 % |        |       |       |       |
| Neuenburg        | 23,2 % | 25,9 % | 12,7 % | 3,3 %  | 9,4 %  | 1,2 % | 13,2 % |       | 9,2 % |       |
| Schaffhausen     | 39,1 % | 34,2 % | 26,7 % |        |        |       |        |       |       |       |
| Schwyz           | 45,0 % | 13,9 % | 16,7 % | 20,1 % | 3,4 %  | 0,9 % |        |       |       |       |
| Solothurn        | 27,1 % | 19,5 % | 21,0 % | 20,4 % | 10,0 % | 1,8 % |        |       |       |       |
| St. Gallen       | 35,8 % | 14,7 % | 13,6 % | 21,4 % | 6,4 %  | 2,0 % |        | 3,1 % |       | 1,0 % |
| Tessin           | 8,7 %  | 18,1 % | 28,1 % | 24,1 % | 4,8 %  |       |        |       | 1,3 % |       |
| Thurgau          | 42,3 % | 11,7 % | 12,1 % | 15,2 % | 10,2 % | 2,8 % |        |       |       | 2,6 % |
| Waadt            | 22,4 % | 22,0 % | 14,6 % | 5,6 %  | 14,3 % | 1,1 % | 8,1 %  |       | 6,8 % | 1,3 % |
| Wallis           | 16,6 % | 14,7 % | 16,0 % | 44,9 % | 3,9 %  |       | 1,0 %  |       | 0,5 % |       |
| Zug              | 29,1 % | 9,1 %  | 21,5 % | 23,3 % | 17,0 % |       |        |       |       |       |
| Zürich           | 33,9 % | 19,8 % | 13,2 % | 7,6 %  | 10,4 % | 3,7 % |        | 7,0 % | 1,3 % | 2,1 % |
| Schweiz          | 29,0 % | 19,8 % | 15,8 % | 14,5 % | 9,6 %  | 2,5 % | 1,8 %  | 1,4 % | 1,3 % | 1,3 % |

### Sitzverteilung in den Kantonen
Die Namen der Gewählten unter Schweizer Parlamentswahlen 2007/Resultate Nationalratswahlen
| Kanton                 | Total | SVP | SVP | SP | SP | FDP | FDP | CVP | CVP | Grüne | Grüne | LPS | LPS | glp | glp | EVP | EVP | EDU | EDU | PdA/Sol. | PdA/Sol. | CSP | CSP | Lega | Lega | SD | SD |
| ---------------------- | ----- | --- | --- | -- | -- | --- | --- | --- | --- | ----- | ----- | --- | --- | --- | --- | --- | --- | --- | --- | -------- | -------- | --- | --- | ---- | ---- | -- | -- |
| Aargau                 | 15    | 6   |     | 3  |    | 2   |     | 3   | +1  | 1     |       |     |     |     |     | 0   | −1  |     |     |          |          |     |     |      |      |    |    |
| Appenzell Ausserrhoden | 1     |     |     |    |    | 1   |     |     |     |       |       |     |     |     |     |     |     |     |     |          |          |     |     |      |      |    |    |
| Appenzell Innerrhoden  | 1     |     |     |    |    |     |     | 1   |     |       |       |     |     |     |     |     |     |     |     |          |          |     |     |      |      |    |    |
| Basel-Landschaft       | 7     | 2   |     | 2  |    | 1   |     | 1   |     | 1     |       |     |     |     |     |     |     |     |     |          |          |     |     |      |      |    |    |
| Basel-Stadt            | 5     | 1   |     | 2  | −1 | 1   |     |     |     | 1     | +1    |     |     |     |     |     |     |     |     |          |          |     |     |      |      |    |    |
| Bern                   | 26    | 10  | +2  | 6  | −2 | 4   |     | 1   |     | 3     | +1    |     |     |     |     | 1   |     | 1   |     |          |          |     |     |      |      | 0  | −1 |
| Freiburg               | 7     | 1   |     | 2  |    | 1   |     | 2   |     |       |       |     |     |     |     |     |     |     |     |          |          | 1   |     |      |      |    |    |
| Genf                   | 11    | 2   |     | 3  |    | 1   |     | 1   |     | 2     | +1    | 2   |     |     |     |     |     |     |     | 0        | −1       |     |     |      |      |    |    |
| Glarus                 | 1     |     |     | 1  |    |     |     |     |     |       |       |     |     |     |     |     |     |     |     |          |          |     |     |      |      |    |    |
| Graubünden             | 5     | 2   |     | 1  |    | 1   |     | 1   |     |       |       |     |     |     |     |     |     |     |     |          |          |     |     |      |      |    |    |
| Jura                   | 2     | 1   | +1  | 1  |    |     |     | 0   | −1  |       |       |     |     |     |     |     |     |     |     |          |          |     |     |      |      |    |    |
| Luzern                 | 10    | 3   |     | 1  |    | 2   |     | 3   |     | 1     |       |     |     |     |     |     |     |     |     |          |          |     |     |      |      |    |    |
| Neuenburg              | 5     | 1   |     | 1  | −1 | 1   |     |     |     | 1     |       | 1   | +1  |     |     |     |     |     |     |          |          |     |     |      |      |    |    |
| Nidwalden              | 1     |     |     |    |    | 1   |     |     |     |       |       |     |     |     |     |     |     |     |     |          |          |     |     |      |      |    |    |
| Obwalden               | 1     | 1   | +1  |    |    |     |     | 0   | −1  |       |       |     |     |     |     |     |     |     |     |          |          |     |     |      |      |    |    |
| Schaffhausen           | 2     | 1   | +1  | 1  |    | 0   | −1  |     |     |       |       |     |     |     |     |     |     |     |     |          |          |     |     |      |      |    |    |
| Schwyz                 | 4     | 2   |     | 1  |    |     |     | 1   |     |       |       |     |     |     |     |     |     |     |     |          |          |     |     |      |      |    |    |
| Solothurn              | 7     | 2   |     | 1  | −1 | 1   | −1  | 2   | +1  | 1     | +1    |     |     |     |     |     |     |     |     |          |          |     |     |      |      |    |    |
| St. Gallen             | 12    | 5   | +1  | 2  |    | 1   | −1  | 3   |     | 1     |       |     |     |     |     |     |     |     |     |          |          |     |     |      |      |    |    |
| Tessin                 | 8     |     |     | 2  |    | 3   |     | 2   |     |       |       |     |     |     |     |     |     |     |     |          |          |     |     | 1    |      |    |    |
| Thurgau                | 6     | 3   |     | 1  |    | 1   |     | 1   |     |       |       |     |     |     |     |     |     |     |     |          |          |     |     |      |      |    |    |
| Uri                    | 1     |     |     |    |    | 1   |     |     |     |       |       |     |     |     |     |     |     |     |     |          |          |     |     |      |      |    |    |
| Waadt                  | 18    | 5   | +1  | 4  |    | 3   | −1  | 1   | +1  | 3     | +1    | 1   | −1  |     |     |     |     |     |     | 1        | −1       |     |     |      |      |    |    |
| Wallis                 | 7     | 1   |     | 1  | −1 | 1   |     | 4   | +1  |       |       |     |     |     |     |     |     |     |     |          |          |     |     |      |      |    |    |
| Zug                    | 3     | 1   |     |    |    |     |     | 1   |     | 1     |       |     |     |     |     |     |     |     |     |          |          |     |     |      |      |    |    |
| Zürich                 | 34    | 12  |     | 7  | −3 | 4   | −1  | 3   | +1  | 4     | +1    |     |     | 3   | +3  | 1   |     | 0   | −1  |          |          |     |     |      |      |    |    |
| Schweiz                | 200   | 62  | +7  | 43 | −9 | 31  | −5  | 31  | +3  | 20    | +6    | 4   | ±0  | 3   | +3  | 2   | −1  | 1   | −1  | 1        | −2       | 1   | ±0  | 1    | ±0   | 0  | −1 |

### Abgewählte
- Aargau: Hans Ulrich Mathys (SVP), Ulrich Siegrist (Forum Liberale Mitte), Heiner Studer (EVP)
- Basel-Stadt: Urs Schweizer (FDP)
- Bern: Bernhard Hess (SD), Marc F. Suter (FDP)
- Genf: Pierre Vanek (SolidaritéS), Jacques Pagan (SVP)
- Graubünden: Jürg Michel (FDP)
- Luzern: Franz Brun (CVP)
- Neuenburg: Valérie Garbani (SP)
- St. Gallen: Andreas Zeller (FDP), Urs Bernhardsgrütter (Grüne)
- Solothurn: Boris Banga (SP), Rudolf Steiner (FDP)
- Waadt: Serge Beck (LPS)
- Wallis: Jean-Noël Rey (SP)
- Zürich: Ulrich Schlüer (SVP), Vreni Hubmann (SP), Vreni Müller-Hemmi (SP), Barbara Marty Kälin (SP), Markus Wäfler (EDU)

Durch die Abwahl von Bernhard Hess und Pierre Vanek sind die Schweizer Demokraten und die Linksallianz SolidaritéS nicht mehr im Nationalrat vertreten. Bekannte Abgewählte sind der Grenchner Stadtpräsident Boris Banga, Ex-SVP-Mann und Präsident der Offiziersgesellschaft Ulrich Siegrist, Hauseigentümer-Vertreter Rudolf Steiner und Schweizerzeit-Herausgeber Ulrich Schlüer. Der Linke Josef Zisyadis, der in den Kanton Obwalden zog, um dessen Steuersystem bekämpfen zu können, kann im Nationalrat bleiben, obwohl er abgewählt worden wäre. Er kann nachrücken, weil Parteikollegin Marianne Huguenin auf ihr Mandat verzichtet.

### Neugewählte
- Aargau: Hans Killer (SVP), Sylvia Flückiger-Bäni (SVP), Esther Wyss (CVP), Corina Eichenberger-Walther (FDP)
- Basel-Landschaft: Kathrin Amacker-Amann (CVP), Eric Nussbaumer (SP)
- Basel-Stadt: Anita Lachenmeier-Thüring (Grüne), Peter Malama (FDP)
- Bern: Ricardo Lumengo (SP), Christian Wasserfallen (FDP), Andreas Aebi (SVP), Andrea Geissbühler (SVP), Jean-Pierre Graber (SVP), Hans Grunder (SVP), Erich von Siebenthal (SVP), Alec von Graffenried (Grüne)
- Freiburg: Jacques Bourgeois (FDP)
- Genf: Antonio Hodgers (Grüne), Hugues Hiltpold (FDP), Yves Nidegger (SVP), Jean-Charles Rielle (SP), Christian Lüscher (LPS)
- Graubünden: Tarzisius Caviezel (FDP)
- Jura: Dominique Baettig (SVP)
- Luzern: Yvette Estermann (SVP), Pius Segmüller (CVP)
- Neuenburg: Sylvie Perrinjaquet (LPS), Laurent Favre (FDP)
- Obwalden: Christoph von Rotz (SVP)
- St. Gallen: Lukas Reimann (SVP), Yvonne Gilli (Grüne)
- Solothurn: Pirmin Bischof (CVP), Brigit Wyss (Grüne)
- Schaffhausen: Thomas Hurter (SVP)
- Waadt: Jacques Neirynck (CVP), Daniel Brélaz (Grüne), Adèle Thorens Goumaz (Grüne), Christian van Singer (Grüne), Olivier Français (FDP), Alice Glauser (SVP), Jean-Pierre Grin-Hofmann (SVP), Éric Voruz (SP), Ada Marra (SP)
- Wallis: Roberto Schmidt (CVP/CSP)
- Zürich: Marlies Bänziger (Grüne), Bastien Girod (Grüne), Daniel Jositsch (SP), Natalie Rickli (SVP) Alfred Heer (SVP), Doris Fiala (FDP), Thomas Weibel (glp), Tiana Angelina Moser (glp), Barbara Schmid-Federer (CVP)

Bekannte Namen unter den Neugewählten sind der Lausanner Stadtpräsident Daniel Brélaz und der ehemalige Kommandant der Schweizergarde, Pius Segmüller. Ricardo Lumengo zieht als zweiter Dunkelhäutiger nach Tilo Frey ins nationale Parlament ein. Einige vergleichsweise Junge schafften den Sprung in den Nationalrat: Christian Wasserfallen (26), der damit den Sitz seines verstorbenen Vaters Kurt Wasserfallen erbt, Lukas Reimann (25), Tiana Moser (28), Natalie Rickli (30) und Bastien Girod (27).

## Ergebnisse der Ständeratswahlen

### Gesamtschweizerische Übersicht
Detaillierte Ergebnisse mit Stimmen aller Kandidierenden in den Kantonen unter Resultate der Ständeratswahlen (2007–2011).
- Grüne: 2
- SP: 9
- GLP: 1
- CVP: 15
- FDP: 12
- SVP: 7

| Partei | Sitze 2007 | +/− | Sitze 2003 |
| ------ | ---------- | --- | ---------- |
| CVP    | 15         | ±0  | 15         |
| FDP    | 12         | −2  | 14         |
| SP     | 9          | ±0  | 9          |
| SVP    | 7          | −1  | 8          |
| Grüne  | 2          | +2  | 0          |
| glp    | 1          | +1  | 0          |

Im Ständerat gab es eine Verschiebung nach links: SVP (−1 Sitz) und FDP (−2) verloren auf Kosten der Grünen (2) und Grünliberalen (1).
Die Grüne Partei der Schweiz errang mit Robert Cramer im Kanton Genf sowie mit Luc Recordon im 2. Wahlgang im Kanton Waadt jeweils zulasten der FDP erstmals Ständeratssitze. Auch die Grünliberale Partei zog, nur drei Jahre nach ihrer Gründung, mit Verena Diener erstmals in die kleine Kammer ein. Bisher hatte diesen Ständeratssitz ein Vertreter der SVP inne. Im Kanton Basel-Landschaft gelang es dem Sozialdemokraten Claude Janiak nach 20 Jahren den einzigen Ständeratssitz auf Kosten der Bürgerlichen zu gewinnen. Als einziger Kanton wählt der Kanton Jura im Proporzwahlsystem; dadurch war es möglich, dass die Bisherige Madeleine Amgwerd (CVP) auf Kosten einer Parteikollegin, Anne Seydoux-Christe, abgewählt wurde. Der weitere Bisherige, welcher seinen Sitz verlor, war Pierre Bonhôte (SP). Er verlor die Wahl im Kanton Neuenburg, bisher mit zwei SP-Ständeräten, gegen FDP-Nationalrat Didier Burkhalter. Dieser ist damit einer von sieben Nationalräten denen der Wechsel in den Ständerat gelang. Die weiteren sind Christine Egerszegi (FDP/AG), Felix Gutzwiller (FDP/ZH), Claude Janiak (SP/BL), Liliane Maury Pasquier (SP/GE), Luc Recordon (Grüne/VD) und Géraldine Savary (SP/VD). Mit 16 neu gewählten Räten ergab sich eine Erneuerung von rund einem Drittel der Ratsmitglieder bei einem gleichbleibenden Durchschnittsalter von 55,3 Jahren. Der Frauenanteil sank auf 21,7 % da es neu zehn statt bisher elf Ständerätinnen gibt.

### Wahlen nach Kantonen

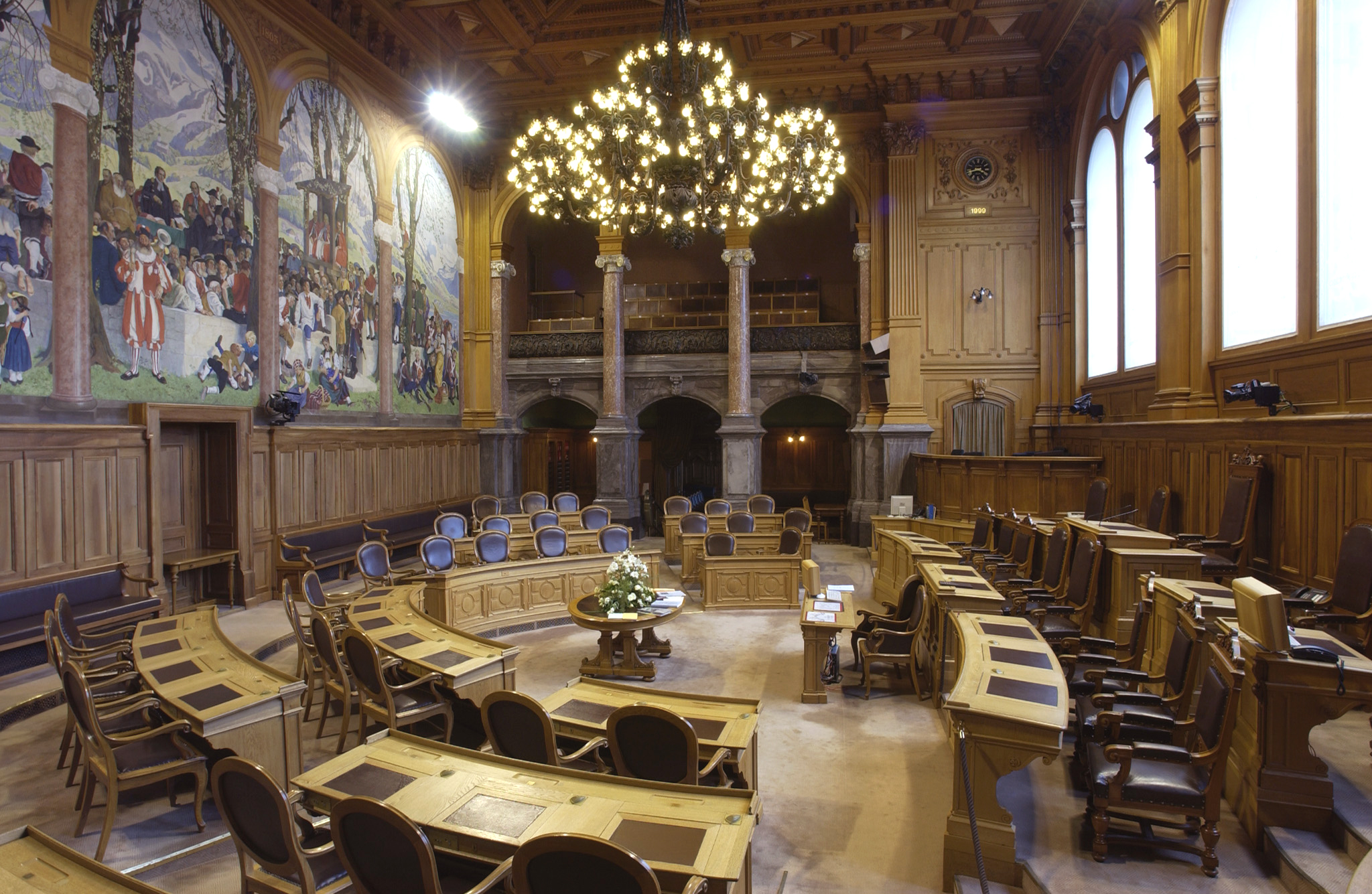
Ständeratssaal

Details zu den Erlebnissen mit genauer Stimmenzahl aller Kandidierenden unter Resultate der Ständeratswahlen (2007–2011):
- Aargau: Im Kanton Aargau trat der bisherige SVP-Politiker Maximilian Reimann wieder an. Mit seiner Wiederwahl im ersten Wahlgang wurde allgemein gerechnet. Für den zurückgetretenen Ständerat Thomas Pfisterer (FDP) kandidierte die Nationalratspräsidentin Christine Egerszegi-Obrist (FDP). Sie wurde jedoch von Pascale Bruderer (SP) und Esther Egger (CVP) konkurrenziert. Reimann und Egerszegi wurden im ersten Wahlgang gewählt.
- Appenzell Innerrhoden: Ivo Bischofberger (CVP) wurde bereits an der Landsgemeinde vom 29. April 2007 gewählt.
- Basel-Landschaft: Im Kanton Basel-Landschaft verteidigte die FDP ihr bisheriges Mandat im Ständerat nicht, sondern empfahl im Rahmen der «Bürgerlichen Zusammenarbeit (BüZa)» alt Regierungsrat Erich Straumann (SVP). Die Linke stellte mit alt Nationalratspräsident Claude Janiak (SP) einen prominenten Gegenkandidaten. Gewählt wurde im ersten Wahlgang Claude Janiak, womit das Baselbiet zum ersten Mal seit gut 20 Jahren einen «linken» Politiker ins «Stöckli» schickt.
- Basel-Stadt: Im Kanton Basel-Stadt trat gegen die bisherige Anita Fetz (SP) der liberale Grossrat Andreas Albrecht an, der von CVP, FDP, LDP und SVP unterstützt wurde. Ohne Wahlchancen kandidierte ausserdem der Rechtspopulist und ehemalige Grossrat Eric Weber. Anita Fetz wurde wiedergewählt.
- Bern: Im Kanton Bern trat die bisherige SP-Ständerätin Simonetta Sommaruga wieder an. Für den zurücktretenden Hans Lauri schickte die SVP Regierungsrat Werner Luginbühl in die Ausmarchung. Sommaruga galt als gesetzt, während die Ausgangslage für den zweiten Sitz offen war. Chancen rechneten sich auch Dora Andres (FDP) respektive Franziska Teuscher (Grüne) aus. Sommaruga wurde glanzvoll wiedergewählt, der zweite Ständerat ist Luginbühl.
- Freiburg: Im Kanton Freiburg trat CVP-Fraktionspräsident Urs Schwaller wieder an; seine unbestrittene Wiederwahl wurde erwartet. Der zweite Bisherige, Alain Berset (SP), wurde von seinem Vorgänger Jean-Claude Cornu (FDP) konkurrenziert. Gewählt wurden Schwaller und Berset.
- Genf: Im Kanton Genf kandidierten die beiden bisherigen Frauen, Christiane Brunner (SP) und Françoise Saudan (FDP), nicht mehr. Für die Rechte kandidierten die ehemalige liberale Staatsrätin, Martine Brunschwig Graf und der CVP-Quereinsteiger Jean-Pierre Jobin. Liliane Maury Pasquier, SP, wollte den bisherigen Sitz ihrer Partei sichern, wurde aber vom Grünen Regierungsrat Robert Cramer konkurrenziert. Gewählt wurden Cramer und Pasquier, womit erstmals ein Grüner im Ständerat sitzt und der Kanton Genf im Ständerat links-grün vertreten ist.
- Glarus: Die beiden Bisherigen Fritz Schiesser (FDP) und This Jenny (SVP) wurden problemlos wiedergewählt.
- Graubünden: Die beiden Bisherigen Christoffel Brändli (SVP) und Theo Maissen (CVP) wurden problemlos wiedergewählt.
- Jura: Die Bisherige Madeleine Amgwerd (CVP) wurde zugunsten ihrer Parteikollegin Anne Seydoux-Christe abgewählt. Zweiter Ständerat ist Claude Hêche (SP).
- Luzern: Im ersten Wahlgang wurde die Bisherige Helen Leumann (FDP) wiedergewählt, Konrad Graber verteidigte im zweiten Wahlgang den CVP-Sitz.
- Neuenburg: Im Kanton Neuenburg stellten sich die beiden SP-Ständeräte der Wiederwahl. Mit der Bestätigung von Gisèle Ory rechnet man allgemein, während das bei Pierre Bonhôte unsicher war. Er wurde sowohl vom kommunistischen Stadtpräsidenten von Le Locle herausgefordert, als auch von der liberalen Regierungsrätin Sylvie Perrinjaquet und dem FDP-Nationalrat Didier Burkhalter. Im zweiten Wahlgang verteidigte Ory ihren Sitz, neu wurde Burkhalter gewählt.
- Nidwalden: Der ehemalige Finanzdirektor Paul Niederberger (CVP) wurde in stiller Wahl gewählt, da es keine Gegenkandidaten gab.
- Obwalden: Hans Hess (FDP) wurde in stiller Wahl gewählt, da es keine Gegenkandidaten gab.
- St. Gallen: Im Kanton St. Gallen attackierten zwei aussichtsreiche Kandidaturen die Bisherigen Eugen David (CVP) und Erika Forster (FDP): Toni Brunner (SVP) einem bekannten Nationalrat und SVP-Kantonalpräsidenten; die SP schickte Regierungsrätin Kathrin Hilber ins Rennen. Im zweiten Wahlgang wurden die beiden bisherigen David und Forster wiedergewählt.
- Schaffhausen: Die beiden bisherigen Ständeräte Peter Briner (FDP) und Hannes Germann (SVP) wurden im Amt bestätigt.
- Schwyz: Die beiden bisherigen schwyzerischen Ständeräte Bruno Frick (CVP) und Alex Kuprecht (SVP) traten zur Wiederwahl an. Als weitere Kandidaten traten an: Alois Kessler (CVP), Ueli Metzger (FDP) und Patrick Nauer (Juso). Die beiden Bisherigen Frick und Kuprecht wurden wiedergewählt.
- Solothurn: Die beiden bisherigen solothurnischen Ständeräte Rolf Büttiker (FDP) und Ernst Leuenberger (SP) traten zur Wiederwahl an. Sie wurden von Annelies Peduzzi, Präsidentin der CVP des Kantons Solothurn, herausgefordert. Es bestand keine gemeinsame Wahlempfehlung der bürgerlichen Parteien FDP und CVP oder der SP und einer dieser Parteien. Die Kandidatur von Peduzzi wurde von der FDP als Angriff auf ihren Ständerat Büttiker wahrgenommen. Leuenberger wurde ausserdem von den Grünen unterstützt, Büttiker von der SVP und den Schweizer Demokraten, Peduzzi von der EVP.[29][30] Die beiden Bisherigen Büttiker und Leuenberger wurden wiedergewählt.
- Tessin: Im Kanton Tessin ging der bisherige FDP-Ständerat Dick Marty als Favorit ins Rennen. Bedrängt war dagegen der Bisherige Filippo Lombardi (CVP), der wegen verschiedenen Gesetzesverstössen als Autofahrer ins Gerede gekommen ist. Er hätte durch den früheren SP-Nationalrat und weltweit bekannten Krebsforscher Franco Cavalli (SP) abgelöst werden können. Repräsentative Umfragen im Vorfeld gaben Cavalli bessere Wahlchancen als Lombardi. Die beiden Bisherigen Marty und Lombardi wurden im zweiten Wahlgang wiedergewählt.
- Thurgau: Im Kanton Thurgau traten die zwei bisherigen Ständeräte Hermann Bürgi (SVP) und Philipp Stähelin (CVP) für ihre dritte Amtsperiode zur Wiederwahl an. Sie wurden von drei Kandidaten herausgefordert. Chancen auf einen Sitz wurden vor allem der grünen Kantonsrätin Isabella Stäheli-Tobler und dem SP-Kantonsrat Walter Hugentobler eingeräumt, während Gabriela Coray, die für den Nationalrat auf ihrer eigenen Liste „Alternative Liste gegen Politlügen“ antrat, keine Chance hatte. Die beiden Bisherigen wurden im Amt bestätigt.
- Uri: Die beiden CVP-Ständeräte Hansruedi Stadler und Hansheiri Inderkum wurden im Amt bestätigt.
- Waadt: Im Kanton Waadt versuchten Charles Favre (FDP) und Géraldine Savary (SP) die Zurücktretenden ihrer Parteien zu ersetzen. Sie wurden von Guy Parmelin (SVP) und Luc Recordon (GP) herausgefordert. Gewählt wurden im zweiten Wahlgang Savary und, als weiterer Grüner im Ständerat, Recordon, womit auch die Waadt im Ständerat links-grün vertreten ist.
- Wallis: Der Kanton Wallis ist weiterhin im Ständerat von der CVP vertreten. Jean-René Fournier wurde im ersten Wahlgang gewählt, der Visper Stadtpräsident René Imoberdorf im zweiten in stiller Wahl.
- Zug: Die Ständeratswahlen im Kanton Zug fanden bereits im Oktober 2006 statt. Gewählt wurden Rolf Schweiger, FDP, und Peter Bieri, CVP.
- Zürich: Acht Kandidaten bewarben sich für die frei werdenden Sitze von Hans Hofmann und Trix Heberlein. FDP und SVP wollten mit Felix Gutzwiller und Ueli Maurer das «bürgerliche Ticket» verteidigen. Daneben traten alt Regierungsrätin Verena Diener (glp), Chantal Galladé (SP), Daniel Vischer (Grüne), Kathy Riklin (CVP), Niklaus Scherr (AL) und Ruedi Aeschbacher (EVP) an. Felix Gutzwiller (FDP) wurde im ersten Wahlgang gewählt. Beim zweiten Wahlgang traten Maurer und Diener wieder an, Galladé verzichtete nach einer Auseinandersetzung zwischen SP und Grünliberalen. Verena Diener wurde deutlich gewählt.

### Gewählte Ständerätinnen und Ständeräte
| Kanton                 | 1. Ständeratssitz                     | 2. Ständeratssitz                |
| ---------------------- | ------------------------------------- | -------------------------------- |
| Aargau                 | Christine Egerszegi-Obrist, FDP (neu) | Maximilian Reimann, SVP (bisher) |
| Appenzell Ausserrhoden | Hans Altherr, FDP (bisher)            | nur 1 Sitz                       |
| Appenzell Innerrhoden  | Ivo Bischofberger, CVP (neu)          | nur 1 Sitz                       |
| Basel-Landschaft       | Claude Janiak, SP (neu)               | nur 1 Sitz                       |
| Basel-Stadt            | Anita Fetz, SP (bisher)               | nur 1 Sitz                       |
| Bern                   | Simonetta Sommaruga, SP (bisher)      | Werner Luginbühl, SVP (neu)      |
| Freiburg               | Urs Schwaller, CVP (bisher)           | Alain Berset, SP (bisher)        |
| Genf                   | Liliane Maury Pasquier, SP (neu)      | Robert Cramer, Grüne (neu)       |
| Glarus                 | Fritz Schiesser, FDP (bisher)         | This Jenny, SVP (bisher)         |
| Graubünden             | Christoffel Brändli, SVP (bisher)     | Theo Maissen, CVP (bisher)       |
| Jura                   | Claude Hêche, SP (neu)                | Anne Seydoux-Christe, CVP (neu)  |
| Luzern                 | Helen Leumann-Würsch, FDP (bisher)    | Konrad Graber, CVP (neu)         |
| Neuenburg              | Didier Burkhalter, FDP (neu)          | Gisèle Ory, SP (bisher)          |
| Nidwalden              | Paul Niederberger, CVP (neu)          | nur 1 Sitz                       |
| Obwalden               | Hans Hess, FDP (bisher)               | nur 1 Sitz                       |
| Schaffhausen           | Peter Briner, FDP (bisher)            | Hannes Germann, SVP (bisher)     |
| Schwyz                 | Alex Kuprecht, SVP (bisher)           | Bruno Frick, CVP (bisher)        |
| Solothurn              | Rolf Büttiker, FDP (bisher)           | Ernst Leuenberger, SP (bisher)   |
| St. Gallen             | Erika Forster, FDP (bisher)           | Eugen David, CVP (bisher)        |
| Tessin                 | Dick Marty, FDP (bisher)              | Filippo Lombardi, CVP (bisher)   |
| Thurgau                | Philipp Stähelin, CVP (bisher)        | Hermann Bürgi, SVP (bisher)      |
| Uri                    | Hansruedi Stadler, CVP (bisher)       | Hansheiri Inderkum, CVP (bisher) |
| Waadt                  | Géraldine Savary, SP (neu)            | Luc Recordon, Grüne (neu)        |
| Wallis                 | Jean-René Fournier, CVP (neu)         | René Imoberdorf, CVP (neu)       |
| Zug                    | Peter Bieri, CVP (bisher)             | Rolf Schweiger, FDP (bisher)     |
| Zürich                 | Felix Gutzwiller, FDP (neu)           | Verena Diener, glp (neu)         |

## Auswirkungen

### Parlamentsarbeit
Die wichtigste Auswirkung der Wahlen ist jene auf die vielen Entscheide des Parlamentes. Die Zusammensetzung des Parlamentes ist von entscheidender Bedeutung für die politische Entwicklung des Landes. Eine gewisse Machtverschiebung ist feststellbar. Gemäss Smartvote und der dortigen Eigendeklaration der Kandidierenden ist der neu gewählte Nationalrat umwelt-, aber auch atomkraft- und wirtschaftsfreundlicher als der Nationalrat der letzten Legislatur.

### Parteiinterne Auswirkungen
- SP: Parteipräsident Hans-Jürg Fehr gab am 26. Oktober seinen vorzeitigen Rücktritt bekannt.
- SVP: Parteipräsident Ueli Maurer gab am 26. Oktober ebenfalls seinen Rücktritt bekannt. Er wollte sich nach eigenen Angaben selbstständig machen und auf sein allfälliges Ständeratsmandat konzentrieren. Eine Wahl in den Ständerat im zweiten Wahlgang im Kanton Zürich blieb jedoch erfolglos. Er wurde im Jahre 2008 als Kandidat für den Bundesrat aufgestellt und schliesslich nach drei Wahlgängen gewählt.

### Bundesrat
Am 12. Dezember 2007 hat das neue Parlament den Bundesrat gewählt. Dabei kam es zur Abwahl von Christoph Blocher und zur Wahl der Sprengkandidatin Eveline Widmer-Schlumpf.
Ausführlicher hierzu: Bundesratswahlen 2007